# لو بوتي جورنال (صحيفة)
لو بوتي جورنال (بالفرنسية: Le Petit Journal)‏، هي صحيفة يومية باريسية جمهورية محافظة، أسسها موسى بوليدور ميو، وقد ظهرت من 1863 إلى 1944 أي ما بين القرنين التاسع عشر والعشرين وحتى الحرب العالمية الثانية، والصحيفة واحدة من أكبر أربع يوميات فرنسية، هي لو بيتي باريزيان، لوماتان ولو جورنال.